# Configuración de Grünbaum–Rigby

En geometría, la configuración de Grünbaum-Rigby es una configuración simétrica que consta de 21 puntos y 21 líneas, con cuatro puntos en cada línea y cuatro líneas a través de cada punto. Originalmente estudiado por Felix Klein en el plano proyectivo complejo  en relación con la quártica de Klein, se realizó por primera vez en el plano euclidiano por Branko Grünbaum y John F. Rigby.

## Historia y notación
Felix Klein, William Burnside y H.S.M. Coxeter conocían la configuración de Grünbaum-Rigby. Su descripción original por Klein en 1879 marcó la primera aparición en la literatura matemática de una configuración en 4, un sistema de puntos y líneas con cuatro puntos por línea y cuatro líneas por punto. En la descripción de Klein, estos puntos y líneas pertenecen al plano proyectivo complejo, un espacio cuyas coordenadas son números complejos en lugar de las coordenadas de números reales del plano euclidiano.
La realización geométrica de esta configuración como puntos y líneas en el plano euclidiano, basada en la superposición de tres heptagramas regulares, se estableció mucho más tarde, por Branko Grünbaum y John F. Rigby (1990).txt () Su artículo se convirtió en el primero de una serie de trabajos sobre configuraciones de Grünbaum, y contenía la primera representación gráfica publicada de una configuración 4.
En la notación de configuraciones, las configuraciones con 21 puntos, 21 líneas, 4 puntos por línea y 4 líneas por punto se indican (214). Sin embargo, la notación no especifica la configuración en sí misma, solo su tipo (los números de puntos, líneas e incidencias). Tampoco especifica si la configuración es puramente combinatoria (un patrón abstracto de incidencia de líneas y puntos) o si los puntos y líneas de la configuración se pueden realizar en el plano euclidiano u otra geometría estándar. El tipo (214) es altamente ambiguo: hay un número desconocido pero grande de configuraciones (combinatorias) de este tipo, 200 de las cuales fueron enumeradas por Di Paola y Gropp (1989).

## Construcción
La configuración de Grünbaum-Rigby se puede construir a partir de los siete puntos de un heptágono regular y sus 14 diagonales interiores. Para completar los 21 puntos y líneas de la configuración, estos deben ser aumentados con 14 puntos más y siete líneas más. Los 14 puntos restantes de la configuración son los puntos donde los pares de diagonales de igual longitud del heptágono se cruzan entre sí. Estos forman dos heptágonos más pequeños, uno para cada una de las dos longitudes de la diagonal; los lados de estos heptágonos más pequeños son las diagonales del heptágono exterior. Cada uno de los dos heptágonos más pequeños tiene 14 diagonales, siete de las cuales se comparten con el otro heptágono más pequeño. Las siete diagonales compartidas son las siete líneas restantes de la configuración.
La construcción original de la configuración Grünbaum-Rigby de Klein consideraba que sus puntos y líneas pertenecían al plano proyectivo complejo, en lugar del plano euclidiano. En este espacio, los puntos y las líneas forman los centros de perspectiva y los ejes de las transformaciones de perspectiva del quártico de Klein. Tienen el mismo patrón de intersecciones de línea de punto que la versión euclidiana de la configuración.
El plano proyectivo finito {\displaystyle PG(2,7)} tiene 57 puntos y 57 líneas, y se le pueden dar coordenadas basadas en los enteros módulo 7. En este espacio, cada cónica {\displaystyle C} (el conjunto de soluciones a una ecuación cuadrática de dos variables, módulo 7) tiene 28 líneas secantes a través de pares de sus puntos, 8 líneas tangentes a través de un solo punto y 21 líneas no secantes que están separadas de {\displaystyle C}. Dualmente, hay 28 puntos donde se juntan pares de líneas tangentes, 8 puntos en {\displaystyle C}, y 21 puntos interiores que no pertenecen a ninguna línea tangente. Las 21 líneas no secantes y los 21 puntos interiores forman una instancia de la configuración de Grünbaum-Rigby, lo que significa que nuevamente estos puntos y líneas tienen el mismo patrón de intersecciones.

## Propiedades
El dual proyectivo de esta configuración, un sistema de puntos y líneas con un punto para cada línea de la configuración y una línea para cada punto, y con las mismas incidencias de la línea de puntos, es la misma configuración. El grupo de simetría de la configuración incluye simetrías que llevan cualquier par de puntos y líneas incidentes a cualquier otro par de incidentes. La configuración de Grünbaum-Rigby es un ejemplo de una configuración policíclica, es decir, una configuración con simetría cíclica, de modo que cada órbita de puntos o líneas tenga el mismo número de elementos.